# Jörne Sprehe

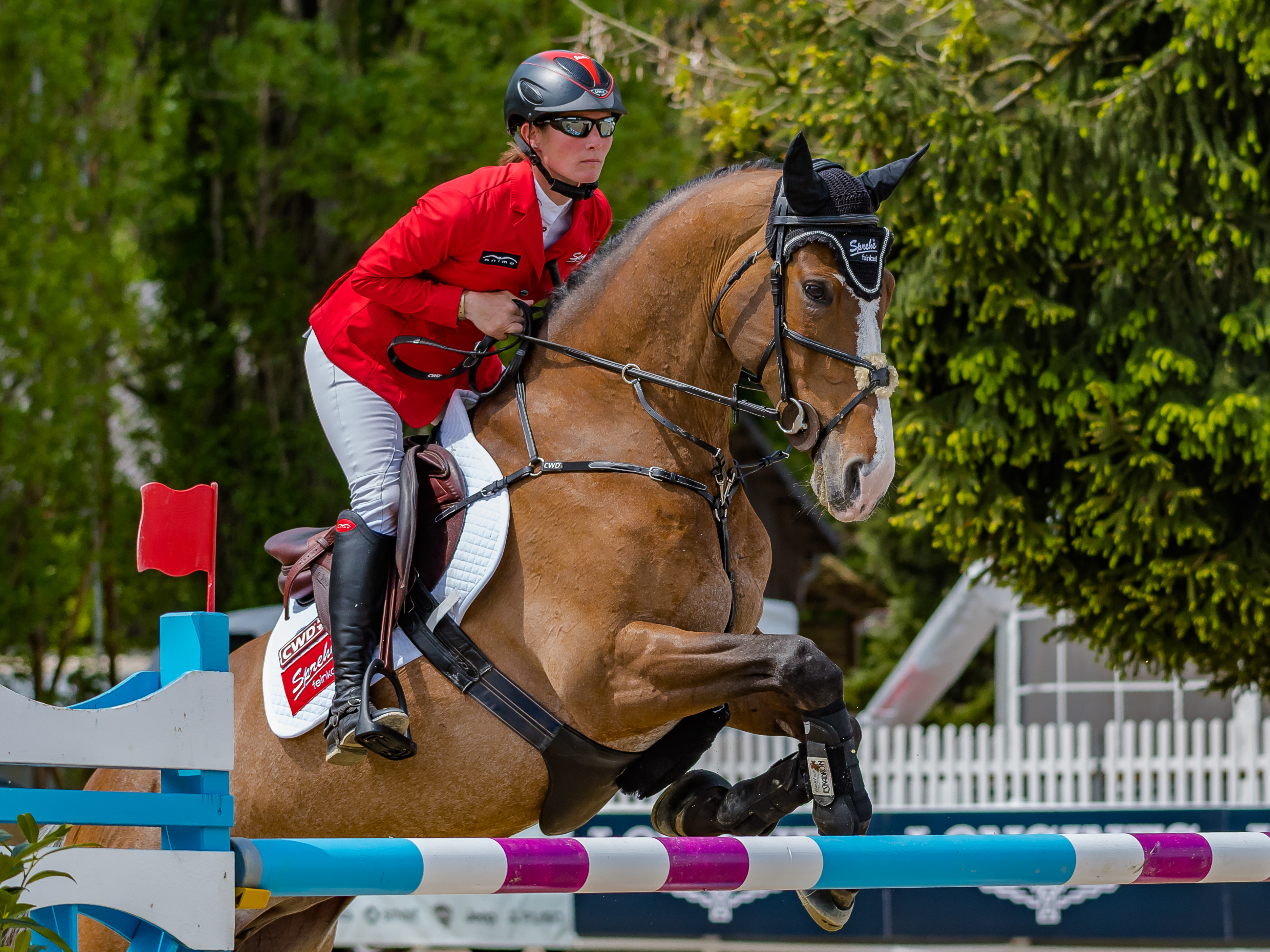
Jörne Sprehe mit Luna beim CSIO 4* Linz 2017

Jörne Sprehe (* 10. Januar 1983 in Fürth) ist eine deutsche Springreiterin.

## Karriere
Im Alter von drei Jahren bekam Sprehe ihr erstes Pony und wurde mit neun Jahren fränkische Ponymeisterin. Durch ihre Schwester kam sie zum Springreiten und gewann mit 21 Jahren die deutschen Meisterschaften der Jungen Reiter. Danach folgten internationale Turniere im Ausland und in Deutschland. In den Altersklassen unterhalb von 21 Jahren gewann sie acht Medaillen bei Deutschen Meisterschaften und Europameisterschaften.
Seit 2004 betreibt Sprehe eine Reitanlage in Fürth, wo sie sich auf die Ausbildung für Pferd und Reiter konzentriert. Im Jahr 2008 gewann sie auf Orlando Plus gemeinsam mit Rüdiger Renner, Martin Schaufler und Tobias Bachl den Nationenpreis beim CSIO 4*-W in Bukarest und wurde ein Jahr später mit Giardina Siegerin im Großen Preis von Bukarest (CSI 2*-W). Ende des Jahres 2011 gewann sie mit Contifax das Weltcupspringen in Poznań, im Juni 2012 folgte der Sieg im Weltcupspringen von Lipica. Weitere große Siege gelangen ihr mit Luna im Großen Preis von Pforzheim 2015, im Großen Preis von Hessen 2015 (CSI 3* Frankfurt) und im Weltcupspringen von Olomouc 2016 (CSI 3*-W). Im Juli 2016 war sie Teil der deutschen Mannschaft beim Nationenpreis von Šamorin (CSIO 3*), die hier den dritten Platz belegte.

## Privates
Sprehe stammt aus einer Familie, die schon seit vielen Jahren mit dem Reitsport verbunden ist. Im Sport erfolgreich sind unter anderem ihre Cousine Kristina Bröring-Sprehe und ihr Cousin Jan Sprehe. Mitte Januar 2013 wurde die Tochter von Jörne Sprehe geboren.